# Маліївка (Ізюмський район)
Малі́ївка (Маліїка)— село в Україні, у Борівській селищній громаді Ізюмського району Харківської області. Населення становить 217 осіб. До 2020 орган місцевого самоврядування — Піско-Радьківська сільська рада.

## Географія
Село Маліївка знаходиться біля витоків річки Карачова, яка через 12 км впадає в Оскільське водосховище (річка Оскіл). Нижче за течією за 2 км розташоване село Піски-Радьківські.

## Історія
- 1780-і роки — час першої згадки села[1].
- Село постраждало внаслідок геноциду українського народу, проведеного урядом СССР в 1932—1933 роках, кількість встановлених жертв у Пісках-Радьківських та Маліївці — 176 людей[2].
- 1999 — до села  Маліївка приєднали село Помилуйківка
- 12 червня 2020 року, відповідно до Розпорядження Кабінету Міністрів України № 725-р «Про визначення адміністративних центрів та затвердження територій територіальних громад Харківської області», увійшло до складу Борівської селищної громади.[3]
- 19 липня 2020 року, в результаті адміністративно-територіальної реформи та ліквідації Борівського району, увійшло до складу Ізюмського району Харківської області[4].

## Населення

### Мова
Розподіл населення за рідною мовою за даними перепису 2001 року:
| Мова       | Кількість | Відсоток |
| ---------- | --------- | -------- |
| українська | 209       | 96.31%   |
| російська  | 8         | 3.69%    |
| Усього     | 217       | 100%     |

## Відомі люди
- Схієпископ Аліпій (Погребняк), чернець Святогірської Лаври. Народився у селі 1945;